# Madera de turbera
La madera de turbera, es un material proveniente de árboles que estuvieron enterrados en una turbera algunas veces por cientos o miles de años; siendo protegidos de la descomposición natural por las condiciones ácidas y anaeróbicas en la turbera. La madera normalmente está teñida de café por los taninos disueltos en el agua ácida. La madera de turbera representa las primeras etapas de la fosilización de la madera, de la cual en sus últimas etapas y a lo largo de millones de años se llegan a formar el azabache, el lignito y el carbón. La madera de turbera puede producirse de cualquier especie de árbol que crezca naturalmente cerca o dentro de una turbera, entre estos se incluye el roble (Quercus - origen de la palabra inglesa para "bog oak"), el Pino (Pinus), el tejo (Taxus), el ciprés de pantano (Taxodium) y el kauri (Agathis). La madera de turbera normalmente es removida de los campos y se coloca en un majano. Es un tipo de madera raro del cual se dice que "se compara a algunas de las maderas tropicales duras más caras del mundo".

## Proceso de formación
La madera de turbera se forma de los troncos de árboles que han permanecido durante cientos o miles de años dentro de una turbera(o condiciones similares), en lagos, el lecho de ríos o pantanos. Al ser privada de oxígeno, la madera es sometida a un proceso de fosilización  que la convierte en este tipo de madera.
El flujo del agua y la profundidad a la que está juegan un papel importante en la formación de esta madera. Las corrientes fijan los minerales y hierro en al agua a los taninos de la madera, tiñendo naturalmente la madera en el proceso. Este proceso de cientos de años al que normalmente se le llama "maduración", convierte la madera café-dorada a completamente negra, al mismo tiempo que aumenta su dureza y llega a un punto que sólo se puede tallar con herramientas especiales de cortado.
Aunque el tiempo necesario para que el roble se convierta en madera de turbera varía, el tiempo de "maduración" dura normalmente miles de años. A causa de las razones ecológicas mencionadas antes, no se pueden hallar dos troncos del mismo color.

## Sitios de excavación

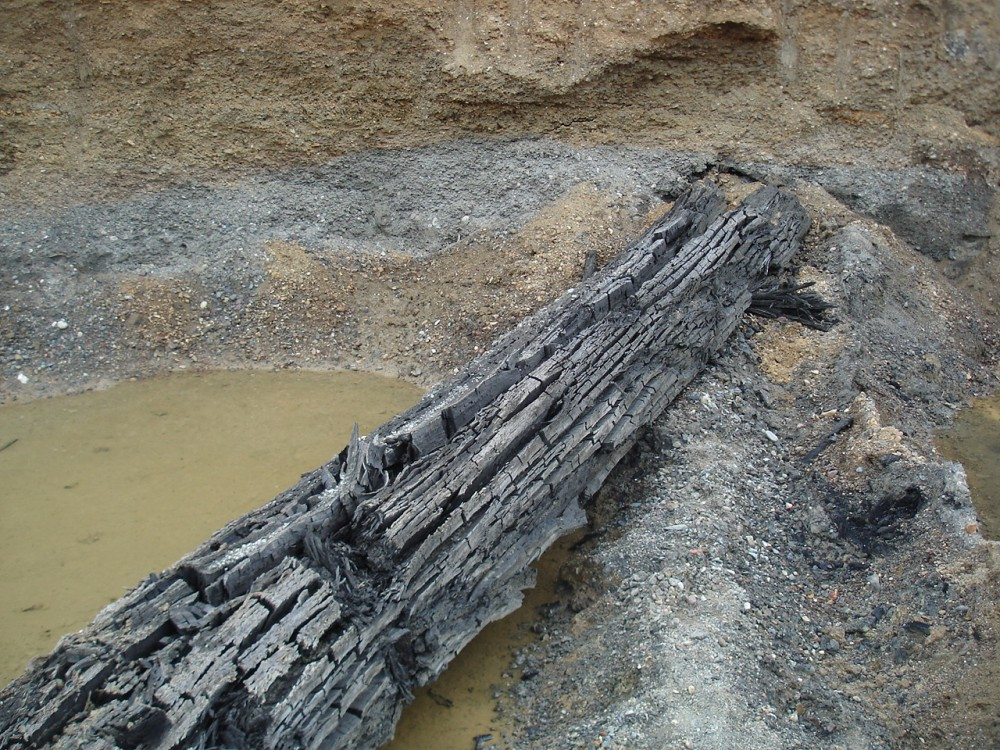
Madera de turba en el río Sava, en Bosnia y Herzegovina.

Los sitios donde se puede encontrar madera de turbera de alta calidad son bien raros. En los yacimientos conocidos, es difícil hallar este tipo de madera y el río y su lecho son normalmente difíciles de acceder. Por esta razón, se necesita una gran preparación y la cooperación de buzos profesionales para la obtención de la madera de turbera. Esta madera se ubica en condiciones de oscuridad total, y su extracción la devela y la expone a la luz por primera vez después de siglos de estar enterrada.
En Inglaterra e Irlanda, los tres tipos principales de madera de turbera que se encuentran son: el tejo, el roble y el pino. Las reservas de esta madera antigua se pueden encontrar también en Rusia y Ucrania, pues su región norteña posee un clima favorable para el crecimiento del roble.
En Croacia la madera de turbera normalmente se encuentra en el valle del río Sava y sus tributarios. La edad de la madera que se encuentra en ríos croatas entra en el rango de cientos de años en los ríos sureños; hasta el más antiguo, encontrado en el río Krapina, con 8,290 años de antigüedad.
En Serbia se encuentra madera de turbera con 8,000 años de antigüedad en los valles del río Danubio y el río Sava y sus tributarios; principalmente en la provincia de Voivodina.
El conservar la madera para procesado adicional es un asunto muy delicado. Los troncos extraídos deben ser envueltos en un material a prueba de agua y ser secados meticulosamente para prevenir la deformación. El proceso de secado de la madera es complejo, y a pesar del gran cuidado que se le tiene, la mayoría de la madera en bruto no es apropiada para un procesado adicional. Por esta razón, el precio por la madera de turbera de alta calidad es bastante alto.

## Estética
La madera de turbera se caracteriza por el teñido natural y las variaciones en color, así como también la dirección de los anillos de crecimiento. La madera que está bien conservada no es afectada por las inclemencias del tiempo o por organismos que pudieran cambiar su resistencia o apariencia. La madera semiseca es excepcionalmente dura, algunas veces posee un color dorado o acobrado, o incluso con el matiz de otra tonalidad. La madera más antigua puede ser completamente negra y al mismo tiempo poseer las ricas variaciones en tono características de la "madera viva". Este tono oscuro es una característica especial de este tipo de madera al ser utilizada como material de construcción, ya sea para hacer productos semimanifacturados, madera chapada o tablas de madera.

## Usos

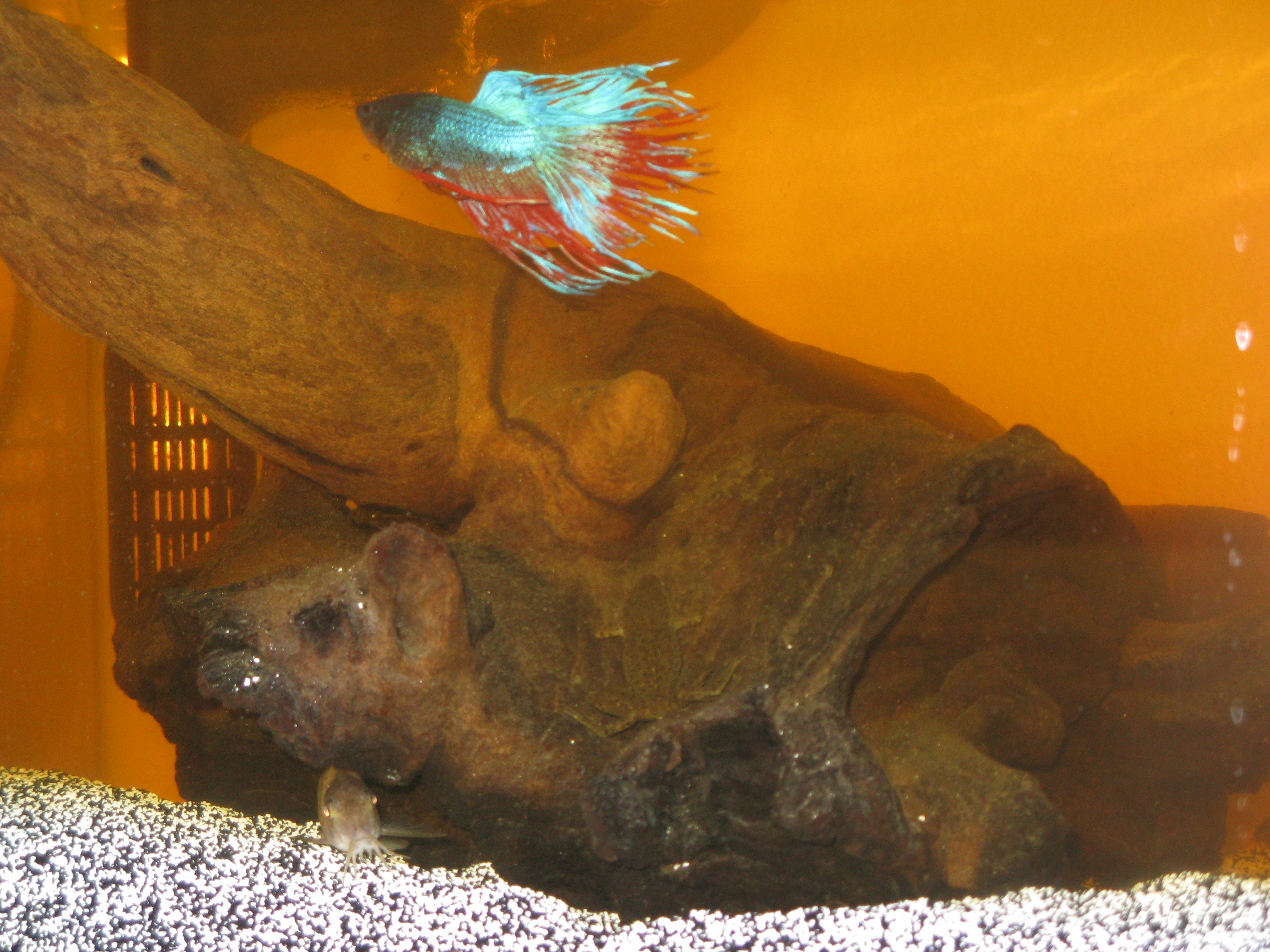
La madera de turbera en un acuario libera taninos en el agua, tiñendo el agua de color café.

Ya que la madera de turbera se mantiene miles de años sin descomponerse es útil para la dendrocronología pues muchas veces contienen registros más antiguos que los árboles vivos. Los artefactos de madera que se pierden o son enterrados en una turbera llegan a preservarse por lo que son importantes para la arqueología.
La madera de turbera se puede usar en ensambladuras para hacer muebles o madera tallada. La madera de turbera algunas veces tiene formas interesantes estéticamente (parecida a la madera de deriva) y puede ocuparse como decoración. Cuando la madera de turbera se seca, puede rajarse o agrietarse, esto no necesariamente le resta sus cualidades estéticas. Gracias a su color natural, es la madera favorita para tallar las dirks(bìodagan) y el sgian-dubh en las Tierras Altas de Escocia.
La madera de turbera se ocupa como decoración en acuarios, dándole a los peces lugares para esconderse o sirviendo a diferentes plantas como superficie de crecimiento, como lo es el caso del helecho de Java. Adicionalmente, los componentes orgánicos como los taninos que se liberan en el agua le dan una coloración café a esta.
A lo largo del siglo XIX la madera de turbera fue usada para hacer artículos decorativos tallados como joyería y en algunas partes del mundo todavía se utiliza para hacer artefactos exclusivos. Apreciada en el período Tudor por su tonalidad oscura, esta se usó para construir el trono de Pedro el Grande así como también en la construcción de palacios venecianos y la habitación de Luis XIV.

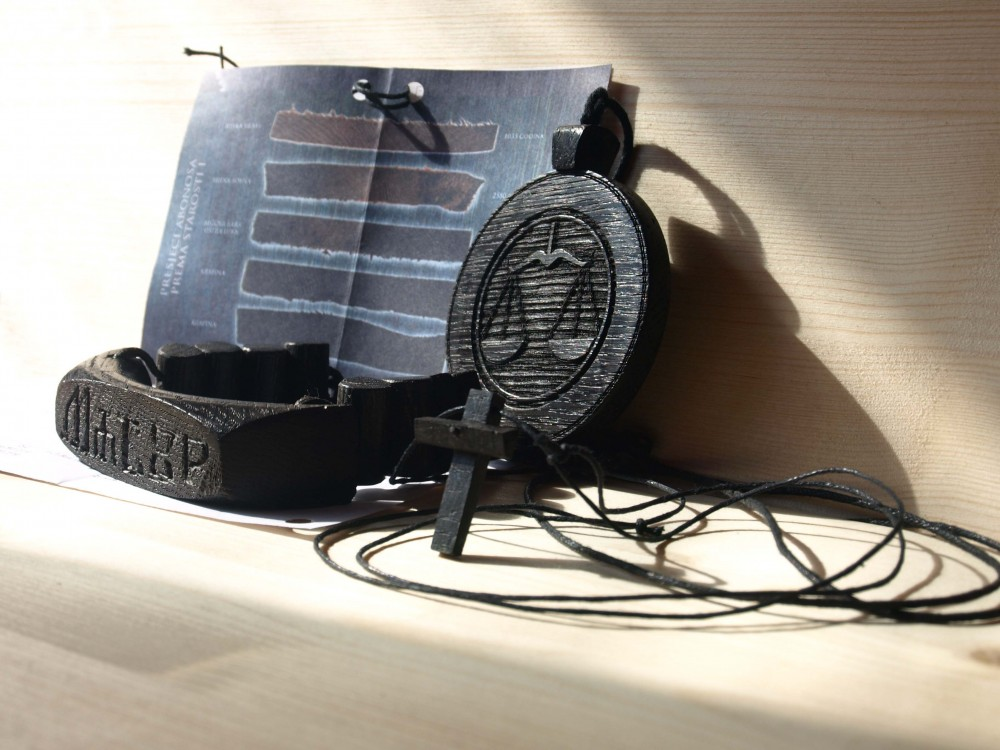
Souvenirs hechos de madera de turbera.

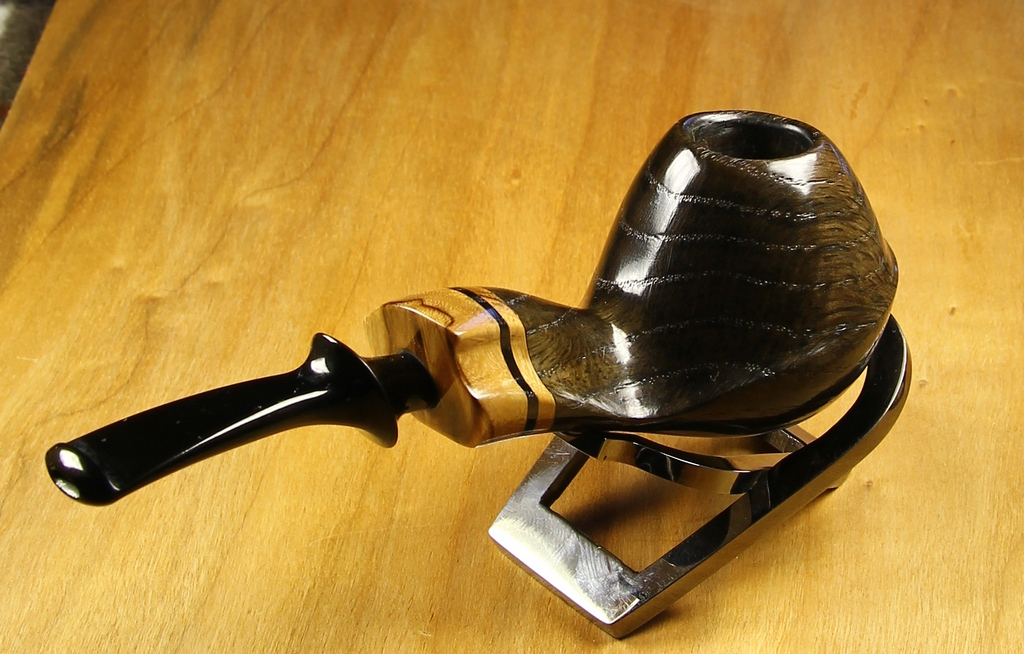
Pipa para tabaco hecha de madera de turbera.

Uno de los usos que se le da a la madera de turbera es para hacer pipas para tabaco. Es un material ideal por su alto porcentaje de minerales, que a veces alcanza el 12%, el cual la hace resistente al fuego. Ya que las corrientes subterráneas eliminan los trazos de tanino, resina e ingredientes similares en la madera de turbera, las pipas construidas con esta madera antigua poseen un sabor neutro al fumar tabaco. Actualmente hay un número relativamente pequeño de artesanos que hacen pipas de madera de turbera a causa de los desafíos al extraerla y procesarla.
Aparte de pipas, la madera de turbera se ocupa tradicionalmente para construir objetos decorativos y artículos de uso diario. Hoy en día, las técnicas modernas de secado han permitido que se preserven tablas más grandes de madera de turbera que son apropiadas para cubierta de piso, muebles, puertas, marcos de ventanas y esculturas.